# شوابهاوزن
شوابهاوزن (به آلمانی: Schwabhausen) یک شهر در آلمان است که درناحیه داخاو واقع شده‌است.

## خصوصیات
شوابهاوزن ۳۰٫۲۳ کیلومترمربع مساحت دارد ۴۹۳ متر بالاتر از سطح دریا واقع شده‌است.